# Erinnerungen, Träume, Gedanken
Erinnerungen, Träume, Gedanken (en català: Records, somnis, pensaments) és una obra en part autobiogràfica del psiquiatre i psicòleg suís Carl Gustav Jung, escrita en col·laboració amb la seua secretària i psicòloga Aniela Jaffé.
Va ser publicada originalment en alemany en 1962 (Exlibris), un any després de la mort de Jung, sent traduïda posteriorment en anglès en 1963 (Pantheon Books). La primera i única traducció en castellà es va publicar el 1964.
Els extensos Protocols originals de l'autobiografia, omesos i censurats inicialment, ja han estat editats per Philemon Foundation i seran publicats per Princeton University Press el 2 de desembre de 2025.

## Elaboració
El 1956, Kurt Wolff, editor de Pantheon Books, desitjava publicar una biografia de la vida de Jung. La doctora Jolande Jacobi, col·laboradora seua, proposà Aniela Jaffé com a biògrafa. Al començament, Jung era molt reticent a cooperar amb Jaffé; a causa, però, de la seua creixent convicció en la importància del treball s'implicà més en el projecte i començà a escriure'n part del text. En total, Jung escrigué els tres primers capítols de la seua infància i maduresa primerenca, el capítol titulat "Reflexions finals" i el dels seus viatges a Kenya i Uganda. La resta del text, l'escrigué Jaffé en conversa directa amb Jung.
El contingut i disposició dels manuscrits encara inèdits fou molt debatut. La família de Jung, interessada a salvaguardar del públic la seua vida privada, optà per supressions i canvis. Els qui participaren en la seua publicació exigien retallades massives en el text pel preu d'impressió. Jaffé mateixa fou acusada de censura quan començà a exercir la seua autoritat com a editora, delegada per Jung, a l'efecte de reelaborar alguns dels seus pensaments sobre el cristianisme que considerava massa polèmics. En acabant, el text disputat (incloent-hi un capítol titulat "Trobades" que detallava algunes amistats de Jung i relacions amb certes persones) s'integrà en altres capítols i Pantheon Books en detingué les supressions després de la protesta de Jaffé i altres. L'obra, en la versió anglesa, es publicà el 1963, dos anys després de la mort de Jung. S'ha continuat imprimint des de llavors.

### Edició ampliada
Al desembre del 2018, la Fundació Philemon anuncià la publicació dels protocols originals de l'autobiografia de Jung.
Records, somnis, pensaments de C. G. Jung recollia material compilat i editat per Aniela Jaffé sobre les seues converses amb Jung, i es complementà amb les memòries de Jung sobre els primers anys de la seua vida i altres materials autobiogràfics, amb la participació de l'editor de Pantheon Kurt Wolff. Entre bastidors, però, hi hagué una complicada història de composició, edició i suposada censura.
Els protocols de les converses originàries d'Aniela Jaffé amb Jung demostren que en la versió editada es va retenir material significatiu, i que molt ja se n'havia editat. Mentre que la versió de Records, somnis, pensaments de C. G. Jung s'havia presentat en forma de biografia si fa no fa cronològica, els protocols mostren Jung abastant una varietat de temes de manera associativa en una sola conversa i descobrint connexions importants de les quals no s'havia adonat fins en aqueix moment, ajudat pel delicat interrogatori d'Aniela Jaffé i els suggeriments de Kurt Wolff.
Els protocols mostren no sols records de temps passats sinó un capítol crític en l'evolució de l'autocomprensió de Jung i l'elaboració del seu treball, i també una finestra a la seua cosmologia personal, com l'elaborà en el Llibre roig i en els Llibres negres, i que va insinuar en els seus escrits publicats. Són un pont que uneix la vida i les relacions personals de l'autor amb el seu treball professional. Per a un lector actual, fan la impressió d'estar en presència de Jung i sentir-lo parlar sobre la seua vida d'una manera que és al seu torn una recerca profunda, enginyosa i malencònica.
El marmessor literari de l'herència d'Aniela Jaffé, Robert Hinshaw, i la Fundació de les Obres de C. G. Jung pactaren una publicació completa dels protocols d'Aniela Jaffé sobre els records de Jung. El volum s'hauria d'editar per Sonu Shamdasani amb els editors consultors Thomas Fischer i Robert Hinshaw, en anglés per la Princeton University Press. Se'n va calcular la data de publicació per Princeton per al 2024-2025. El 27 de novembre del 2024, la fundació va anunciar per les xarxes socials Bluesky i X que Jung’s Life and Work: Interviews for Memories, Dreams, Reflections with Aniela Jaffé es publicaria el 2025 sense data confirmada, editat per Sonu Shamdasani, amb Thomas Fischer com a editor consultor, i traduït per Heather McCartney i John Peck.